# نرجس متأخر
النرجس المتأخر (باللاتينية: Narcissus serotinus) نوع نباتي يتبع جنس النرجس من الفصيلة النرجسية. ينمو النبات من بصلة شتوية مبكرة معمرة.

## الموئل والانتشار
الموطن الأصلي للنرجس المتأخر المغرب العربي وإسبانيا والبرتغال.